# HKSD Croatia Helsingborg
Hrvatsko kulturno sportsko društvo Croatia (šve. Kroatisk kultur- och idrottsförening, KIF Croatia) Idrottsförenings Croatia iz Helsingborga je hrvatski iseljenički kulturni i športski klub iz Švedske.

U svom ogranku ima i nogometni odjel.
Pod nadležnošću je skanijskog nogometnog saveza.
Klupska je adresa Mejerigatan 1c, 252 76 Helsingborg.
Utemeljeno je 9. prosinca 1979. godine. Ima svoje prostore, Hrvatski dom, koji je izgradio vlastitim snagama. Prostori su svečano otvoreni koncem 1997. godine.
Klupske su boje crvena majica, bijele hlačice i bijele čarape.Pričuvni je dres plava majica, plave hlačice i plave čarape.